# アリゴ・サッキ
アリゴ・サッキ（Arrigo Sacchi、1946年4月1日 - ）は、イタリア・フジニャーノ出身のサッカー指導者。リヌス・ミケルスの編み出したゾーンプレスを体系化させた功績で知られる。

## 経歴

### 少年時代・黎明期
父親はS.P.A.L.などに所属したサッカー選手であった。少年時代は、会計学を勉強しながら、バラッカ・ルーゴというクラブでDFとしてプレーしていた。この頃、S.P.A.L.に居た、ファビオ・カペッロと対峙したこともあった。青年期には、父親の会社で働きながらアマチュア5部ディレッタンティでプレーした。この頃、軍役に従事し、トリノに有る軍の病院に配属された。この病院とユヴェントスのスタジアムが近かったことから、よくトレーニングを観察していた。1973年にフジニャーノの監督に就任、3年間監督を続けた。その後、アルフォンジーネ、ベッラーリアと チェゼーナのユースチームの監督を務めた。チェゼーナでは、プリマベーラ部門での優勝を果たした。この時のチームには。後のミランの監督時に獲得した、セバスティアーノ・ロッシとマッシモ・アゴスティーニが居た。イリタロ・アローディを紹介され、コヴァルチャーノの監督コースを修了し、監督のライセンスを取得した。1982年、当時セリエCに属していた、リミニの監督に就任した。1983年から1年間、イリタロ・アローディに招かれ、フィオレンティーナのユースチームの監督を務めた。1984年、リミニの監督に複帰、この時、後に代表チームで活躍する、若き日のフェルナンド・デ・ナポリが居た。

### 転機
パルマの会長に手腕を評価され、1985-86シーズンにセリエCに降格した、パルマの監督に就任した。チームの目標はセリエBへの複帰で、サッキが就任すると、アレッサンドロ・メッリとロベルト・ムッシを除く、全ての選手たちを放出し、ジャンルカ・シニョリーニら、フリーの若手選手たちを獲得した。そのシニョリーニには、自身のサッカー哲学を叩き込むなどの効果も出て、1シーズンでセリエBへの再昇格を決めた。
1986-87シーズンのコッパ・イタリアでは、ミランを2度破る大金星を挙げた。当時不振に喘いでいた、ミランの新会長に就任したシルヴィオ・ベルルスコーニは、この時の采配に感銘を受け、特にミランサポーターから懐疑的な目で見られたが、周囲の反対を押し切ってサッキをミランの監督として招聘した。なお、この時の、サッカー選手としての経歴を持たずに監督に就任したという自身の経歴に対する考えを「騎手になるために、馬に産まれる必要はない」という言葉で表している。

### ミラン時代
1987年ミランの監督に就任したサッキは、プレシングサッカーを採用。これは、1980年頃にリヴァプールが採用していたディフェンスシステムと、リヌス・ミケルス監督時代のアヤックスのサッカーからヒントを得たものであった。DF陣にはフランコ・バレージ、パオロ・マルディーニ、マウロ・タソッティ、フィリッポ・ガッリに加え、MFのロベルト・ドナドーニといった有能な選手が在籍していた。これらの選手に加え、マルコ・ファン・バステン、ルート・フリット、カルロ・アンチェロッティを獲得。更に指導していたパルマから、ロベルト・ムッシをチームに加えた。サッキは、トレーニング方法やメンタル面でけでなく、ホテルの部屋割りも、同じポジションの選手同士が同室となるようにするなど、細かい点まで改革を行った。この頃はまだ、選手たちの間にも懐疑的な見解もあった。当初は結果が出なかったが、ベルルスコーニはサッキを支持し続けた。この年、ファン・バステンがシーズン途中で負傷離脱するアクシデントもあったが、ピエトロ・パオロ・ビルディスがその穴を埋めた。ナポリと激しく優勝を争ったが、就任1年目のシーズンでスクデット獲得に成功した。そして翌年からUEFAチャンピオンズカップを2連覇。1988-89シーズンには準決勝でレアル・マドリードに２試合合計6-1と大勝、決勝でもステアウア・ブカレストに4-0で完勝、翌年もベンフィカを破り優勝、またインターコンチネンタルカップでも2連覇と、サッキは名将としての地位を不動のものにした。

### イタリア代表監督
1991年10月、ミランを去り、1992年にヨーロッパ選手権への出場権を逃したばかりの、イタリア代表監督に就任した。監督就任後は、これまでA代表の経験が無かった選手たちを多く代表としてデビューさせるなど(ミランやパルマ時代に指導し、自ら採用していたゾーンプレスのシステムをよく知る選手たちを多くデビューさせた。)起用した。その一方で、これまで長らく代表チームでプレーしていた、ジャンルカ・ヴィアリ、ワルテル・ゼンガ、ジュゼッペ・ベルゴミといった選手たちを召集しなくなった。1994年のFIFAワールドカップ・アメリカ大会では、なんとかグループリーグを突破し、ナイジェリア、スペイン、ブルガリアを破り決勝に進出したものの、0-0のPK戦に敗れ、準優勝で大会を終える。大会中、FWのジュゼッペ・シニョーリをフルバックで起用したり、ノルウェー戦では、GKのジャンルカ・パリューカが退場になり、代わりのGKであるルカ・マルケジャーニを入れるために、ロベルト・バッジョを交代させるなど、いくつかの采配が疑問視された。1996年、EURO1996ではグループリーグを1勝1敗1引き分けで終えるも、ドイツ戦で得たPKをジャンフランコ・ゾラが失敗し、勝ち点差で決勝トーナメントに進出出来ずに終わった。その後、11月の親善試合で、ボスニア・ヘルツェゴビナ代表にも敗れると、監督を解任された。

### その後
代表監督辞任後にも一度、成績不振に陥ったミランをシーズン途中から指揮するがかつてのような良い成績は残せなかった。その後スペインのアトレティコ・マドリードを率いるも、上手くチームに戦術をフィットさせることができず、すぐに職を追われ、1999年に引退を表明した。2001年にパルマの監督へ再就任したが、健康不振を理由にすぐに退団した。2004-05シーズンにはレアル・マドリードのフロントを務めた。その後、イタリアサッカー協会で、ユースチームのコディネーターを3年間務めた。2011年にイタリアサッカーの殿堂入りも果たした。

## 獲得タイトル
パルマ
- セリエC優勝　1回（1986）

ミラン
- スーペルコッパ・イタリアーナ優勝　1回（1988）
- セリエA優勝　1回（1987-88）
- UEFAチャンピオンズカップ優勝　2回（1988-89、1989-90）
- UEFAスーパーカップ優勝　2回（1989、1990）
- インターコンチネンタルカップ　2回（1989、1990）

## 監督成績
| シーズン     | クラブ                   | リーグ戦     | リーグ戦 | リーグ戦 | リーグ戦 | リーグ戦 | 国内カップ戦 | 国内カップ戦 | 国内カップ戦 | 国内カップ戦 | 国際カップ戦 | 国際カップ戦 | 国際カップ戦 | 国際カップ戦 | 国際カップ戦 | その他 | その他 | その他 | その他 | 通算 | 通算 | 通算 | 通算 | 勝率  | リーグ戦順位      |
| シーズン     | クラブ                   | ディビジョン | 試       | 勝       | 分       | 負       | 試           | 勝           | 分           | 負           | 大会         | 試           | 勝           | 分           | 負           | 試     | 勝     | 分     | 負     | 試   | 勝   | 分   | 負   | 勝率  | リーグ戦順位      |
| ------------ | ------------------------ | ------------ | -------- | -------- | -------- | -------- | ------------ | ------------ | ------------ | ------------ | ------------ | ------------ | ------------ | ------------ | ------------ | ------ | ------ | ------ | ------ | ---- | ---- | ---- | ---- | ----- | ----------------- |
| 1982-83      | リミニ                   | セリエC1     | 34       | 14       | 9        | 11       | 9            | 1            | 4            | 4            | -            | -            | -            | -            | -            | -      | -      | -      | -      | 43   | 15   | 13   | 15   | 34.88 | 4位               |
| 1984-85      | リミニ                   | セリエC1     | 34       | 13       | 14       | 7        | 8            | 2            | 5            | 1            | -            | -            | -            | -            | -            | -      | -      | -      | -      | 42   | 15   | 19   | 8    | 35.71 | 4位               |
| リミニ通算   | リミニ通算               | リミニ通算   | 68       | 27       | 23       | 18       | 17           | 3            | 9            | 5            | -            | -            | -            | -            | -            | -      | -      | -      | -      | 85   | 30   | 32   | 23   | 35.29 |                   |
| 1985-86      | パルマ                   | セリエC1     | 34       | 16       | 15       | 3        | 7            | 2            | 3            | 2            | -            | -            | -            | -            | -            | -      | -      | -      | -      | 41   | 18   | 18   | 5    | 43.90 | 1位 (昇格)        |
| 1986-87      | パルマ                   | セリエB      | 38       | 11       | 18       | 9        | 9            | 5            | 2            | 2            | -            | -            | -            | -            | -            | -      | -      | -      | -      | 47   | 16   | 20   | 11   | 34.04 | 7位               |
| 1987-88      | ミラン                   | セリエA      | 30       | 17       | 11       | 2        | 7            | 4            | 2            | 1            | UC           | 4            | 1            | 1            | 2            | -      | -      | -      | -      | 41   | 22   | 14   | 5    | 53.66 | 1位               |
| 1988-89      | ミラン                   | セリエA      | 34       | 16       | 14       | 4        | 8            | 5            | 2            | 1            | UCC          | 9            | 5            | 4            | 0            | 1      | 1      | 0      | 0      | 52   | 27   | 20   | 5    | 53.66 | 3位               |
| 1989-90      | ミラン                   | セリエA      | 34       | 22       | 5        | 7        | 8            | 3            | 4            | 1            | UCC          | 9            | 6            | 1            | 2            | 3      | 2      | 1      | 0      | 54   | 33   | 11   | 10   | 61.11 | 2位               |
| 1990-91      | ミラン                   | セリエA      | 34       | 18       | 10       | 6        | 8            | 3            | 4            | 1            | UCC          | 4            | 1            | 2            | 1            | 3      | 2      | 1      | 0      | 49   | 24   | 17   | 8    | 48.98 | 2位               |
| 1996-97      | ミラン                   | セリエA      | 23       | 7        | 7        | 9        | 0            | 0            | 0            | 0            | UCL          | 1            | 0            | 0            | 1            | 0      | 0      | 0      | 0      | 24   | 7    | 7    | 10   | 29.17 | 11位 (途中就任)   |
| ミラン通算   | ミラン通算               | ミラン通算   | 155      | 80       | 47       | 28       | 31           | 15           | 12           | 4            |              | 27           | 13           | 8            | 6            | 7      | 5      | 2      | 0      | 220  | 113  | 69   | 38   | 51.36 |                   |
| 1998-99      | アトレティコ・マドリード | プリメーラ   | 22       | 9        | 5        | 8        | 2            | 1            | 0            | 1            | UC           | 6            | 5            | 0            | 1            | -      | -      | -      | -      | 30   | 15   | 5    | 10   | 50.00 | 途中解任          |
| 2000-01      | パルマ                   | セリエA      | 3        | 1        | 2        | 0        | 0            | 0            | 0            | 0            | UC           | 0            | 0            | 0            | 0            | -      | -      | -      | -      | 3    | 1    | 2    | 0    | 33.33 | 途中就任&途中解任 |
| キャリア通算 | キャリア通算             | キャリア通算 | 320      | 144      | 110      | 66       | 66           | 26           | 26           | 14           |              | 33           | 18           | 8            | 7            | 7      | 5      | 2      | 0      | 426  | 193  | 146  | 87   | 45.31 |                   |